# Ивановская, Мария Романовна
Мария Романовна Ивановская (18 [31] декабря 1912, Курманово, Мстиславский уезд, Могилёвская губерния, Российская империя — неизвестно, неизвестно) — мастер Минской кондитерской фабрики «Коммунарка» Министерства пищевой промышленности Белорусской ССР. Герой Социалистического Труда (1966).

## Биография
Родилась в 1912 году в деревне Курманово (сегодня — Мстиславский район, Могилёвская область) в крестьянской семье.
С 1931 года трудилась разнорабочей на новой кондитерской фабрике «Коммунарка». В летнее время добывала торф для фабрики. Когда фабрика вышла на проектную мощность была назначена мастером. В 1935 году участвовала на съезде молодых работников в Москве. В 1940 году избрана депутатом Сталинского районного совета народных депутатом и депутатом Минского городского совета. После оккупации Минска участвовала в подпольном движении. Возглавляла подпольную партийную организацию на дрожжевом заводе «Красная заря». После освобождения Минска восстанавливала фабрику «Коммунарка». Через четыре месяца фабрика дала первую продукцию. За успехи в восстановлении фабрики была награждена Почётной грамотой Президиума Верховного Совета Белорусской ССР.
Будучи мастером, умело руководила своим участком, в результате чего производственные планы семилетки были выполнены досрочно. Указом Президиума Верховного Совета СССР от 21 июля 1966 года удостоена звания Героя Социалистического Труда с вручением ордена Ленина и золотой медали «Серп и Молот».
В 1967 году вышла на пенсию.